# St. Thoma im Böhmerwald

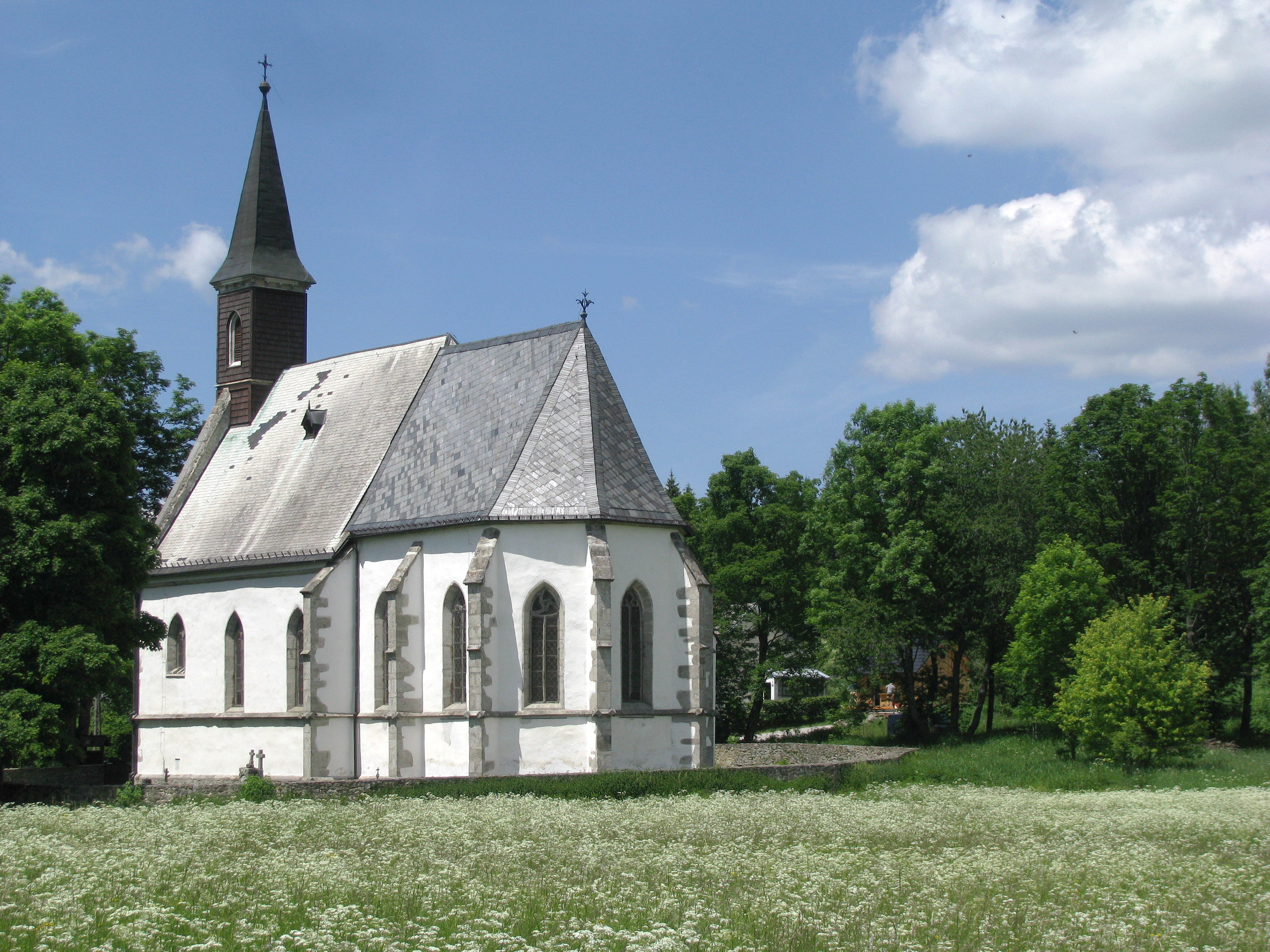
St. Thoma im Böhmerwald

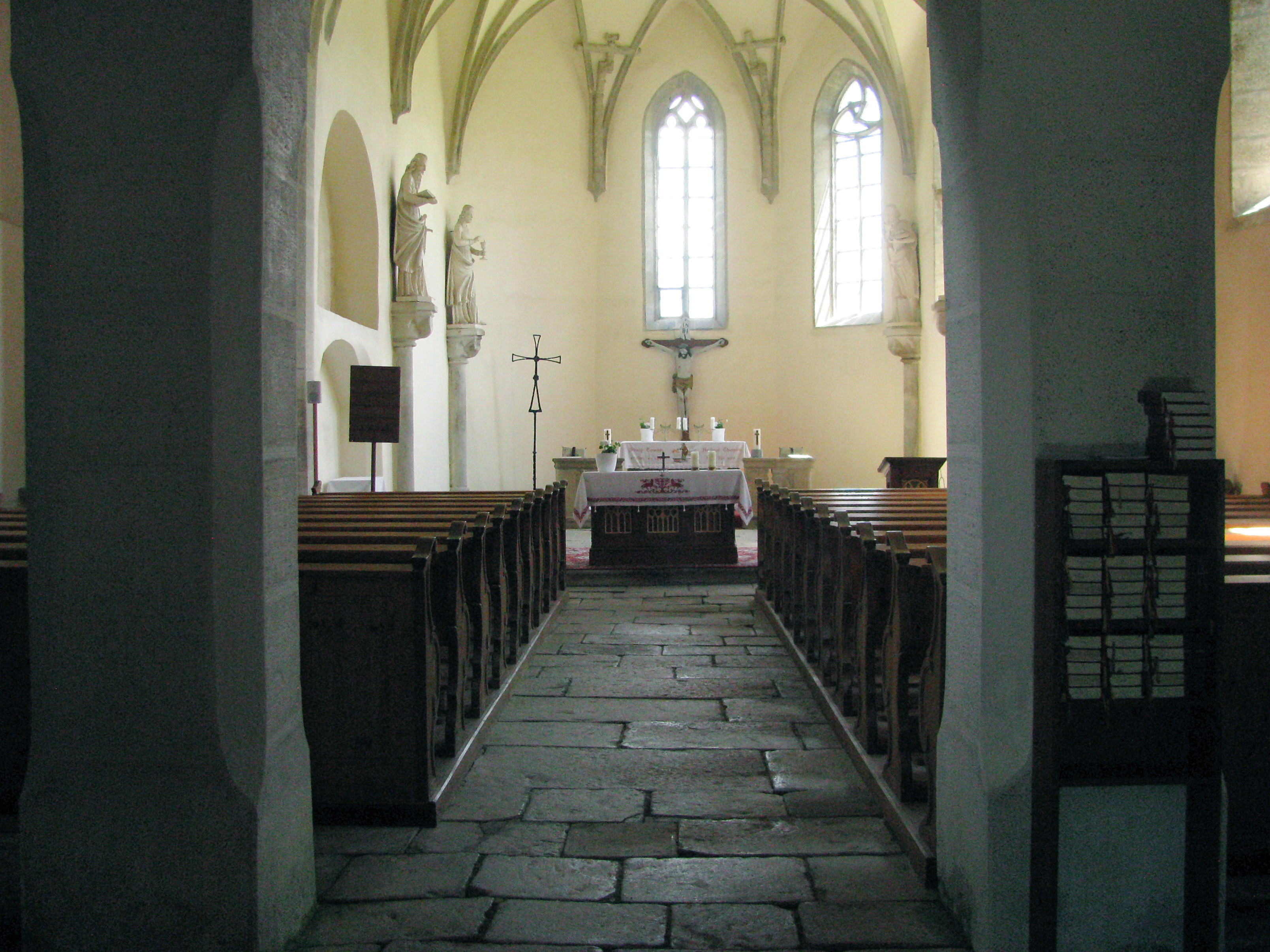
Das Kircheninnere

Die römisch-katholische Kirche St. Thoma im Böhmerwald, auch Fronleichnamskirche genannt, steht in Svatý Tomáš (deutsch: St. Thomas) in der Gemeinde Přední Výtoň (Heuraffl) in Tschechien unweit der österreichischen Grenze bei St. Oswald bei Haslach. Sie gehört zum Bistum Budweis.

## Geschichte
Die Kirche St. Thoma wurde 1257 bis 1258 durch den Witigonen Witiko I. von Krumau erbaut. 1348 wurde sie aufgrund des Vermächtnisses von Peter I. von Rosenberg umgebaut und dem Leib Christi geweiht. 1361 wurde St. Thoma zur Pfarre erhoben, jedoch 1520 wieder aufgehoben und war nunmehr Filialkirche der Pfarre Deutsch Reichenau. 
Seither war sie außerdem Wallfahrtskirche, bis unter Kaiser Joseph II. die Wallfahrten nach St. Thoma aufgehoben wurden, ab 1856 fanden sie wieder statt. 1858 ließ Johann Adolf II. zu Schwarzenberg die mittlerweile verfallene Kirche auf seine Kosten im neugotischen Stil umbauen. Als Folge des Münchner Abkommens gehörte die Gemeinde Reiterschlag 1939 bis 1945 und damit die Kirche St. Thoma zum Kreis Rohrbach in Oberdonau, nach dem Zweiten Weltkrieg gehörte sie wieder zur Tschechoslowakei. Nach 1945 wurde die deutschsprachige Bevölkerung vertrieben, die Kirche befand sich im Sperrgebiet und verfiel allmählich. 
Nach der Samtenen Revolution von 1989 wurde sie wieder zugänglich und ab 1991 auf Betreiben des von dem Heimatvertriebenen Johann Bertlwieser gegründeten Vereins umfassend saniert. 1996 fand die Glockenweihe statt und 1997 wurde die Kirche vom Budweiser Bischof Antonín Liška geweiht. Die Kirche ist das einzige erhaltene religiöse Bauwerk in Rychnůvek.
Heute ist die Kirche beliebtes Wanderziel und es finden von St. Oswald bei Haslach aus regelmäßig Gottesdienste in St. Thoma statt.

## Beschreibung
An der Nordseite des Chores befindet sich ein Wandbild Maria mit Jesuskind und den Heiligen Drei Königen, das aus dem 14. Jahrhundert stammt.